# Burckella banikiensis
Burckella banikiensis är en tvåhjärtbladig växtart som först beskrevs av Pieter van Royen, och fick sitt nu gällande namn av Terence Dale Pennington. Burckella banikiensis ingår i släktet Burckella och familjen Sapotaceae. Inga underarter finns listade i Catalogue of Life.